# Gudihal, Muddebihal
Gudihal là một làng thuộc tehsil Muddebihal, huyện Bijapur, bang Karnataka, Ấn Độ.